# 格闘料理人ムサシ
『格闘料理人ムサシ』（たいまんりょうりにんむさし）は、2006年に「週刊少年マガジン」（講談社発行）で連載されていた刃森尊の漫画作品。全3巻。
天下無双の料理人を目指すムサシの成長を描く料理漫画である。

## あらすじ
頭も運動神経も悪く彼女いない歴17年3か月、喧嘩の最中も後ろで隠れているばかりのダメ少年ムサシ。しかし彼には夢があったはずだった。それは天下無双の料理人になること。ある日、いつものように秋葉原に行ったとき、彼の運命は空回りしだした‥‥

### 屋台編
料理人の血に目覚めたムサシ。天下無双の夢を自分の父に伝えたとき、ムサシの父は彼にかつて自分が修行時代に使っていた包丁を継承する。料理人の真の師匠は他でもない父。それを悟ったムサシは己の料理で友人たちのピンチを救っていく‥‥

### “裏”料理バトル編
ある日ムサシは父からある大会の存在を告げられる。それは料理界のトップが世界で勝負できる料理人を作るため企画されたいわば料理の異種格闘技戦。10代の若き料理人たちが日本食やフレンチなどジャンルの垣根を越え日々しのぎを削っているのだ。世界大会に出るには並み居る挑戦者から四週勝ち抜くこと。果たしてムサシは優勝できるのだろうか‥‥！？

### 派閥闘争編
ある日ムサシは残念な女子高生から相談を受ける。なんでも、彼女がマネージャーを務めるサッカー部では学校ぐるみの陰湿な派閥闘争が起きているというのだ！！ゆけムサシ！！料理の力で派閥をぶっ飛ばせ！！

## 概要

### スター・システム
この漫画はスター・システムを採用しており、作者の過去の作品である『霊長類最強伝説 ゴリ夫』や『伝説の頭 翔』の登場人物によく似たキャラが出演することがある。

## 登場人物
ムサシ
本名・宮本武蔵。17歳高校3年生、この作品の主人公。“脳力”“運動センス”共にゼロ。
格好だけはヤンキー。頭の赤いリーゼントがトレードマーク 。自慢できるのはバイクの腕だけ。実家の定食屋「まんぷく亭」で出前を手伝っている。
お気に入りのフィギュアが唯一の話し相手。しかし友達は多く、絶対に人の悪口を言わないため信頼されている。夢は天下無双の料理人。修行のため屋台を開いている。
オヤジ
ムサシの親父で、まんぷく亭の主人。3年前に妻を亡くしている。味を見ずに“客”を見る料理人。かわいい料理が食べたい客にかわいい料理を出すなんて事はしない。
さくら
三葉料理女学院の一年生。フレンチの研修中にまんぷく亭のラーメンを食べたため一年の停学になりかけた。見た目の割に大食い。よくムサシの料理の解説をしている。家はレストランを経営している。
三葉校長
三葉料理女学院の校長。妻は料理研究家（離婚している）。
三葉ユカ
三葉校長の娘。女子高生にしてフードコメンテーター。糖度等すべて言い当てる味の絶対音感をもっている。好きな食べ物は手づかみの料理だが、これはまだ家族が仲が良かった幼い頃の食事が影響している。
ツヨシ
ムサシの保育園からの友達。中学のいじめられっこ時代のムサシを何度も助けた。ムサシの屋台初めての客である。
学校の旅行費強盗犯として誤認逮捕されるがムサシのアリバイ証明により後に釈放される。
吉岡警部
30年の刑事歴を持つベテラン刑事。通称“鬼の吉岡”。族や不良を目の敵にしている。ツヨシの事件を担当した。ムサシの屋台二番目の客。
自称食通だが、味の違いはよくわからない。好物はエビやカニなどの甲殻類。ツヨシの一件以来、ムサシとは顔なじみになったようだ。
山田
吉岡警部の部下。二人の信頼関係は厚い。
アキラ
ムサシのチーム“赤龍”の三代目“特攻隊長”。頭はガッツ石松並で成績では常にムサシと逆トップ争いをしている。女手ひとつで育ててくれた母親のためプロボクサーを目指している。一時は減量に苦しんでいたがムサシのお陰で克服することができた。好物はオフクロ特製のブタバラ炒め。なお、初登場時の名前は「上原アキラ」だったが、再登場時は名前が「工藤アキラ」に変わっていた。
アキラの母親
女手ひとつでアキラを育ててきた。何度補導されてもアキラのことを信じている。
会長
アキラのボクシングジムの会長。本名不明。
ペス
犬。さくらの飼い犬でありムサシの友人。減量苦のアキラの為に作る料理のヒントをムサシに提供した。
柊　薫
18歳にして店のパスタをまかされている天才少年。別名パスタの貴公子。まずい料理には水をかけて成仏させる。トマトを握りつぶしただけで凍らせてしまう。ムサシとつめたい麺料理対決をするが敗北。
お嬢様学校の娘三人組
学校帰りまんぷく亭に立ち寄った女子高生三人組。ムサシの通うダメバカ校憧れの存在。定食屋でパスタを出されても文句を言わないほど心が広い。
ヒロシ
ラーメン亭“世露死苦”の店長。元暴走族の“頭”であり伝説の成り上がりと呼ばれている。昔はモテなかった。もう一度食べたくなるラーメンが売りであり客の七割は女性。ムサシの様なバカでダメなやつが放っておけない性分で悩むムサシに助言を与えた。
ミキ
ムサシの小さい頃からの憧れのマドンナ。まんぷく亭の常連であり必ず“まんぷくラーメン”を注文する。ムサシとは保育園ひまわり組からの同級生であり現在はムサシとは別の高校に通っており水泳部キャプテンと生徒会副会長を務めている。
将来の夢は歌手であり小学校の頃から詩や曲を書き溜めている。父親にその夢を否定されたとき雨の学校で自分の歌とともに屋上から飛び降りようとした（ムサシの説得により改心）。
ミキの父
ミキの父親。歌なんて何の役にも立たないと考えている。学生時代はサッカーでフォワードをやっていて高校時代にはゴール数県内一だった。しかし怪我によりサッカーの夢をあきらめた過去がある。自他ともに認める“美食家”で“食通”で“グルメ”。
調理や食事の音だけで何の料理か当てることができる。
ユキ
女子高生ブロガー、通称“潰”しのユキ。彼女の“舌”にビビッとくればブログで絶賛され店は大ブレイク。しかし彼女の“舌”に合わないと酷評されつぶれる店続出。人気行列店のカリスマ店長たちも彼女のブログを恐れているらしい。サクラの家のレストランも彼女のブログで酷評され客が激減した。ムサシの店も味見に来たがかわいくない料理を出されたため酷評した。彼女のブログの影響力はすさまじく、普段ブログを見ないように思えるまんぷく亭の常連客ですら来なくなるほど。幼い頃は海の地方で育つが父が病でなくなり転校。新しい学校で海の地方のなまりを元にいじめられ、その反動で人気店の酷評をするようになった。亡くなった父と花火大会に行ったときの写真を持ち歩いている。
ムサシとブログの書き換えをかけた対決をし敗北。その後は料理人を目指してメイド喫茶でウエイトレスのバイトをしている。
小笠原
ムサシの友人。ラーメン屋未来軒で働いている。ムサシとユキの対決時ムサシにチューボーを貸してあげた。
アツシ
ムサシの地元の族仲間。漁師の息子である。ムサシとユキの対決時ムサシに釣りを指南し釣り上げた巨大カンパチをさばいた。
地元の族仲間
ムサシとユキの対決時に登場。魚河岸で働いている者や市場のせがれなどがいる。ムサシにとびきりのネタをプレゼントした。料理屋の絶対に人の悪口を言わないムサシを信頼している。
白石チハル
サクラの小さい頃からの仲良しの天才フィギュアスケート選手。幼い頃から仲良しのサクラにとって妹的存在である。
小学生の頃はのびのび楽しくやっていたのだが中学になる頃から背も伸び周囲の期待も大きくなりそのプレッシャーでスランプに陥っていた。ムサシの料理によって一旦は調子を取り戻すもののすぐにまたスランプに陥ってしまう。テストの前や運動の前にちょっと食べると安心できるタイプ。
江口慎次
チハルの担当管理栄養士。幼い頃からチハルの食事をずっとつくってきた。その食事は栄養バランスのみを考えたサプリメントばかりの味気ない食事であった。自分ではチハルを一番わかっていると言っているが本人には恐れられている。ムサシには新車のホイールキャップを奪われたり後頭部をバイクの前輪でひかれたりとろくな目にあっていない。
10代ナース三人組
江口の部下のナース三人組。舌が肥えている。
チハルのコーチ
チハルのスケートのコーチ。コーチ歴30年のベテラン。江口慎次に高給取りなのだからそれに見合った仕事をしろと一喝した。
チハルの母
チハルの母。得意料理はカレー。
陳 竜道
ムサシが出場した大会の1回戦目の対戦相手。中華料理を得意とする。凄まじい力と調理技術を誇るが、その腕と技を過信しすぎてムサシに敗退する。
金田 正二
ムサシが出場した大会の2回戦目の対戦相手。行列が出来るほどの人気店であるラーメン屋「男亭」を営んでいる。

## 登場料理
まんぷくラーメン
まんぷく亭のおすすめメニュー。半チャーハンつき。まんぷく亭の常連ミキちゃんのお気に入りだが、一回半分近く残された。
まんぷくチャーハン
まんぷく亭のおすすめメニュー。疲れた体にするする入っていく。その秘密はお客さんを見て毎回微妙に味を変えているため。柊薫に水をかけられそうになった。
“武蔵特製”ローリングスペシャル定食
ムサシが三葉ユカに出した料理。テーマは手づかみ。
一品目　海老天の天むす
見た目は悪いが北海道産の最高級ボタンエビを使っているためクルマエビの数倍甘い。
二品目　トロトロ“大トロ”とトロトロ“煮アナゴ”の握り
一見不恰好な寿司だが口に入れるとほろりと口の中でとけていく。ムサシ特製トロトロウマダレが食欲をそそる。
三品目　豚肉タップリあげたて串カツ
その名のとおり串カツ。ソース二度つけお断り。
四品目　骨付きブタ肉のスペアリブチャーシューダレ“武蔵スペシャル”
まんぷく亭の日本一のアミ焼きチャーシューを応用して作られた武蔵特製スペアリブ。両手と口を汚してかぶりつくのが一番おいしい。
五品目　おしぼり
アツアツのおしぼり。
ムサシチャーハン
ムサシ自慢の料理。ムサシの屋台第一号の客であるツヨシが注文。一皿300円。
ムサシおまかせメニュー
ムサシが吉岡刑事にご馳走した特製メニュー。料理の材料はあっと驚く代物を使っている。
“活カニ”ちらしずし
“新鮮”な“一級”もんのズワイガニをたくさんのせたちらしずし。
“天津飯”風“焼きタラバガニ身”タップリ“カニミソ”トロトロオムライス
タラバガニの身タップリのオムレツにカニミソたっぷりカニの身たっぷりソースをかけた洋食のオムライスと中華の天津飯のいいとこ取り料理。
卵の下はワタリガニのトマトクリームパスタ。オムレツの半熟卵が混ざることによりナチュラルカニの身入りカルボナーラになる。
“ムサシ特製”これでもか“カニエビエキス合体”カレーチャーハン
湯気までカニの香りの“カニチャーハン”に“カニミソ”“エビミソ”たっぷりのシーフード“カニエビ”カレーをかけた一品。“死ぬ”ほどうまい。
“ブタバラ”炒め
アキラの母親の得意料理でありアキラの大好物。安くてウマイ独特の甘辛味。甘辛タレが豚バラの脂にからんだとこが白いご飯にピッタリ。
ドッグフード
ペスの大好物。
アキラ君の食事
減量に悩むアキラのためムサシが作った特製メニュー。目隠しして食べる。一見高カロリーだが減量中のボクサーのためさまざまな趣向が凝らされている。
幻の“アグー豚”ロースステーキ
“最上級”の幻の“アグー豚”特上ロースを脂をとらずに厚切りしチンチンに熱したガーリックオイルで焼いた一品。特性肉汁ソースを切り口にかけていただく。
“かごしま黒豚”“豚カツ”
脂身とピンクの赤身半々のところに“特製スペシャル”豚カツソースをかけると美味。肉汁がこぼれないよう一口で食べるのがおすすめ。
イベリコ豚の豚バラ炒め
アキラ君の母親秘伝の豚バラ用甘辛タレを一晩寝かせ熟成させたものを“アツアツ”“イベリコ豚”の“脂”タップリな“豚バラ”の“肉”と“脂身”にからませたもの。今死んでもいいくらいうまい。
豚バラの“スタミナ”焼き
軽量後のアキラにムサシがふるまった一品。アキラの母直伝のタレと生卵をグチャグチャに混ぜて食べる。“本物豚脂”タップリ豚バラの“タレ”と“生タマゴ”と“肉”と“脂身”の混ざったところが旨い。
三つの食感の冷たいトマトパスタ
ムサシとのパスタ対決で柊薫が出した一品。手で握りつぶしたトマトと切ったトマトとニンニクをミキサーにかけたものと切ったフルーツトマトを氷水にさらしたパスタの上にかけた料理。
トマトソースがシャーベット状になっており三つの食感が舌と頭にズンッとくる。
黒い冷製ラーメン
ラーメン亭“世露死苦”のヒット作。
七つのカレールーの冷やし中華
柊薫とのパスタ対決でムサシが出した一品。キンキンに冷やしてしめた中華細卵ちぢれ麺に熱っつ熱のインドカレー、激辛スパイシー鶏ひき肉キーマカレー、本場四川風激辛マーボカレー、英国ビーフカレー、メキシカンスパイスカレー、北海道スープカレー、魚介ダシたっぷり和風そば屋カレー、エスニックタイベトナムカレーをかけた麺料理。
時がうつるごとに味、香り、辛さが何十種にも変わっていく。
音だけで料理名当てゲーム
食通であるミキの父親にムサシが持ちかけた勝負。サングラスとマスクをつけ音のみでムサシの作る屋台いっぱいの食材を使った料理名を当てなければならない。ミキの父親はこれに全問正解した。ムサシからミキへのラブソングでもある。
パラパラ卵焼飯
ムサシがツヨシに出したものと同一のものと思われる。チンチンのナベに生卵を落としかき回しご飯と強い火力でパラッパラにあおるのがコツ。
ゆでたてやきたてソーセージ
皮ごと二つに割れたときのパキッという音がたまらない。
カレー
“厚切り牛肉”と“男しゃくイモ”タップリ。煮込むときの音は“グツグツ”。
コロッケ
トゲトゲころものあげたてコロッケ。かじればカリッと音がする。
牛骨スープ冷麺
キンキンに冷えた冷麺。一揆にチュルッとすする。
カマタマうどん
さぬきあげたてうどんに生卵をからめた一品。卵ごとズズッとすする。なお、作中でミキの父が食べたのはこれのみ。
“揚げたて”カキアゲ
揚げたてのカキアゲ。“アツアツ”の天つゆにつけるとジュウジュウ音がする。
ネギタン塩
きざみネギたっぷり。脂とこぼれたネギが鉄板ではじける音だけでご飯三杯はいける。
超黄金豚トンカツ
二度揚げで外カリ中ジュウ。スーパーゴールデンポークを使っている。
アツアツ海老・蟹・帆立の海鮮アンカケパリパリカタヤキやきそば風おこげ
高級海鮮ダレのしみこんだ揚げたてオコゲをタレごとかみ締めるのがたまらない。実際ミキの父親もこれには参り何でもいいから食べさせろと吼えた。
2006年版まんぷく亭冷やし中華
潰しのユキがまんぷく亭で注文した料理。麺はつるつるさぬきうどん、信州そば、冷麦、卵中華めんのめんカルテット。
それに特製“冷やしたぬき”用のエビ天のときにできた車エビ味の揚げ玉、一匹買い付けた本マグロの中骨からスプーンでこそげ落としたネギトロ、本場流カマでつるして焼いたまっ赤な“焼豚”、“特製醤油ダレ”に漬け込んだプッチプチ生イクラ、自家製キムチ、博多直送明太子に水戸大粒納豆を具に使用。
スープには冷やしたカツオサバ節昆布ダシつゆをベースに高級ホタテ貝柱スープと地鶏ガラスープと韓国焼肉風の牛テールを凍らせてダシつゆの上に浮かべている。三つのスープがベースのつゆに溶け出していき、ダシつゆだけでよだれが出てくる。
仕上げはそれぞれの具を四大麺の上にのせ“キンカン”（メス鳥の中で卵になる前にできあがる一番新鮮な黄身）のしょうゆ漬けをホタテ貝柱地鶏ガラ牛テールトリプルスープにくずしてとかしいれそのまま四大冷たいメンにからめ完成。
潰しのユキもこれには目が潤み「オイシイ」といった。しかし、彼女いわく女の子にはトッピングがかわいくないため“ダサイ”らしく、フルーツトマトをのせ割箸をフォークに替えることを提案されている。
“ムサシオリジナル”築地朝食
潰しのユキとの対決第一ラウンドでムサシが出した一品。オムレツはカレーとハヤシライス、ドミグラスソースはオムレツとエビ、カツはカツカレー＋カツ丼で全部両方の味が楽しめるスペシャルムサシ丼。しかし、ユキに量が多すぎると突っ込まれる。
やわネギツメシロトロぬき汁ダクダクダク牛丼
ムサシVSユキ対決第一ラウンドでユキが出した一品。それぞれの単語を解説すると、
やわネギ…ネギやわらか
ツメシロ…ごはんあつくない
トロぬき…肉脂身少な目
汁ダクダクダク…肉汁たくさんという意味である。
ご飯が熱くなく、お茶漬けのようにサラサラでウマイ。
クラッシュアイスガラスープ＆ゆずミソシャーベットトリプルクール“ドライアイス”冷やしメン
ムサシVSユキ対決第二ラウンドでムサシが出した一品。ムサシが友人小笠原の厨房をかり作った。クラッシュアイスになっているトリガラ＋カツオスープとトッピングのユズとミソが溶け合ったスッキリ味スープが絶品。ポイントは下にしいたドライアイスの冷気でめんとスープの冷たさが持続する点。冷たいだけでなく味も深い。
炭酸入りトリガラ＋牛骨スープのラーメン
ムサシVSユキ戦第二ラウンドでユキが探してきた一品。一見普通のラーメンだがポイントは炭酸入りのスープが爽やかでおいしい。
“牛”“鳥”“豚”の三大肉の丸ごとエンジン焼き
ムサシVSユキ戦でムサシが出した料理。ムサシは勝負のスタート時から丸ごと肉をホイルに包みエンジンをかけボンネットの中に入れてじっくり走って焼いていた。彼曰く車の中は最高級オーブンと同じらしい。
漁れたて“魚河岸”直送新鮮ネタのスペシャル寿司祭り
ムサシが秘密の岩場で釣り上げた幻の天然カンパチをメインに仲間たちの最高級のネタと共に握った寿司フルコース。
ムサシがサクラとユキにふるまった。
天然“夏ブリ”カンパチとマグロ大トロのＷ“トロ”ニギリ
ムサシの釣り上げた30キロ級の幻の天然カンパチとムサシの友人が持ってきた特上大トロの握り。しょうゆにハシっこをつけただけでしょうゆに脂がパーッと広がるほど脂がのっている。その脂は甘くてトロトロ。
ブリマグロ鉄火巻き
“夏ブリ”カンパチの“トロ”とマグロの“トロ”の太巻き。手に持てないくらい太い。ハシっこにちょこっとだけおショウユをつけて一口でかぶりつくと夏ブリとマグロ大トロの脂が混ざって口の中で溶けてスゴイ。
打ち上げ花火風石焼き海鮮ビビンバズシ
さばきたての生イクラをこぼれ盛り、とりたて生ウニてんこ盛り、たたきたて大トロ中トロのネギトロトロ山盛りに、カズノコ、毛ガニ、トビッコ、カンパチを入れたチラシ寿司。更にこれを火にかけることにより石なべ底に海鮮だしのオコゲができ見た目も音もさながら花火のよう。更に新鮮な玉子の黄味をのせかき混ぜ口に運べばすべての味が混ざり合い口の中に打ち上げ花火が上がるほどのウマさ。

## 単行本
- 第1巻 ISBN 978-4063637410
- 第2巻 ISBN 978-4063637526
- 第3巻 ISBN 978-4063637793